# پزشکی در روم باستان

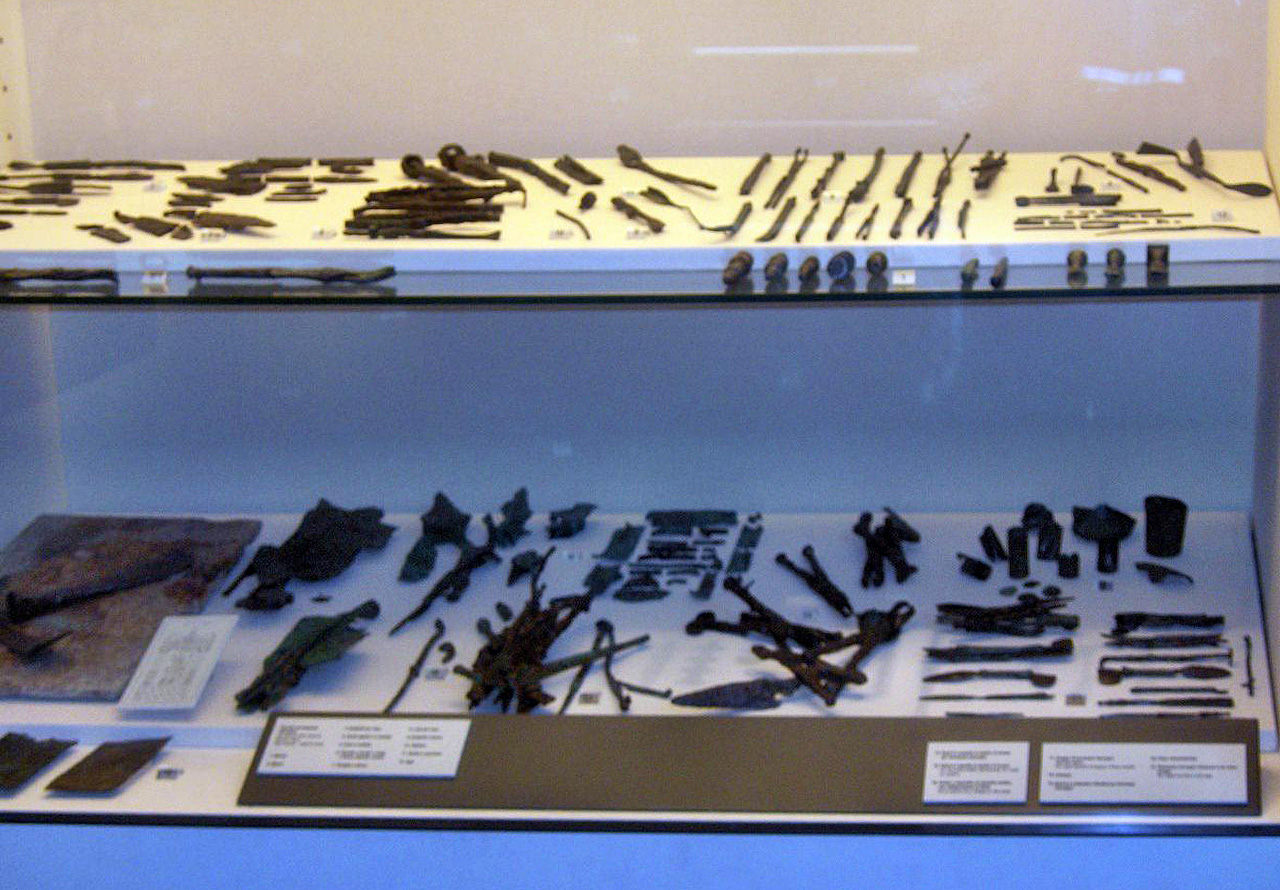
لوازم جراحی رومی در موزه ریمینی

پزشکی در روم باستان با استفاده از ابزارها، روش‌ها و مواد و داروهای مختلف، تکنیک‌های مختلفی را ایجاد کرد. طب روم باستان بسیار تحت تأثیر طب یونانی بود اما در نهایت از طریق دانش قبلی در مورد هیپوکرات پیکروس همراه با استفاده از درمان رژیم غذایی، رژیم، همراه با روش‌های جراحی، سهم خاص خود را در تاریخ پزشکی داشت. این امر به ویژه از طریق آثار دو پزشک برجسته یونان، از جمله دیوسکوریدس و جالینوس که طبابت می‌کردند و اکتشافات خود را در امپراتوری روم ثبت می‌کردند، مشاهده شد. این برخلاف دو پزشک دیگر مانند سورانوس افسسی و آسکلپیادس است که بعداً در خارج از کشور و در قلمرو روم باستان طبابت می‌کردند. دیوسکوریدس یک پزشک ارتش روم بود. سورانوس نماینده مکتب پزشکی متدیک بود. جالینوس جراحی‌های عمومی را انجام می‌داد و آسکلپیادس پزشک برجسته رومی بود. این چهار پزشک همگی از پزشکی، بیماری‌ها و معالجه‌هایی شفابخش، طولانی مدت و تأثیرگذار در تاریخ بشر آگاهی داشتند.
پزشکی روم باستان به رشته‌هایی مانند چشم‌پزشکی و اورولوژی تقسیم می‌شد. پزشکان برای افزایش دانش خود از بدن انسان، انواع روش‌های جراحی برای کالبدشکافی را با استفاده از بسیاری از دستگاه‌های مختلف از جمله فورسپس، اسکالپل و کاتتر انجام می‌دادند.

## معرفی

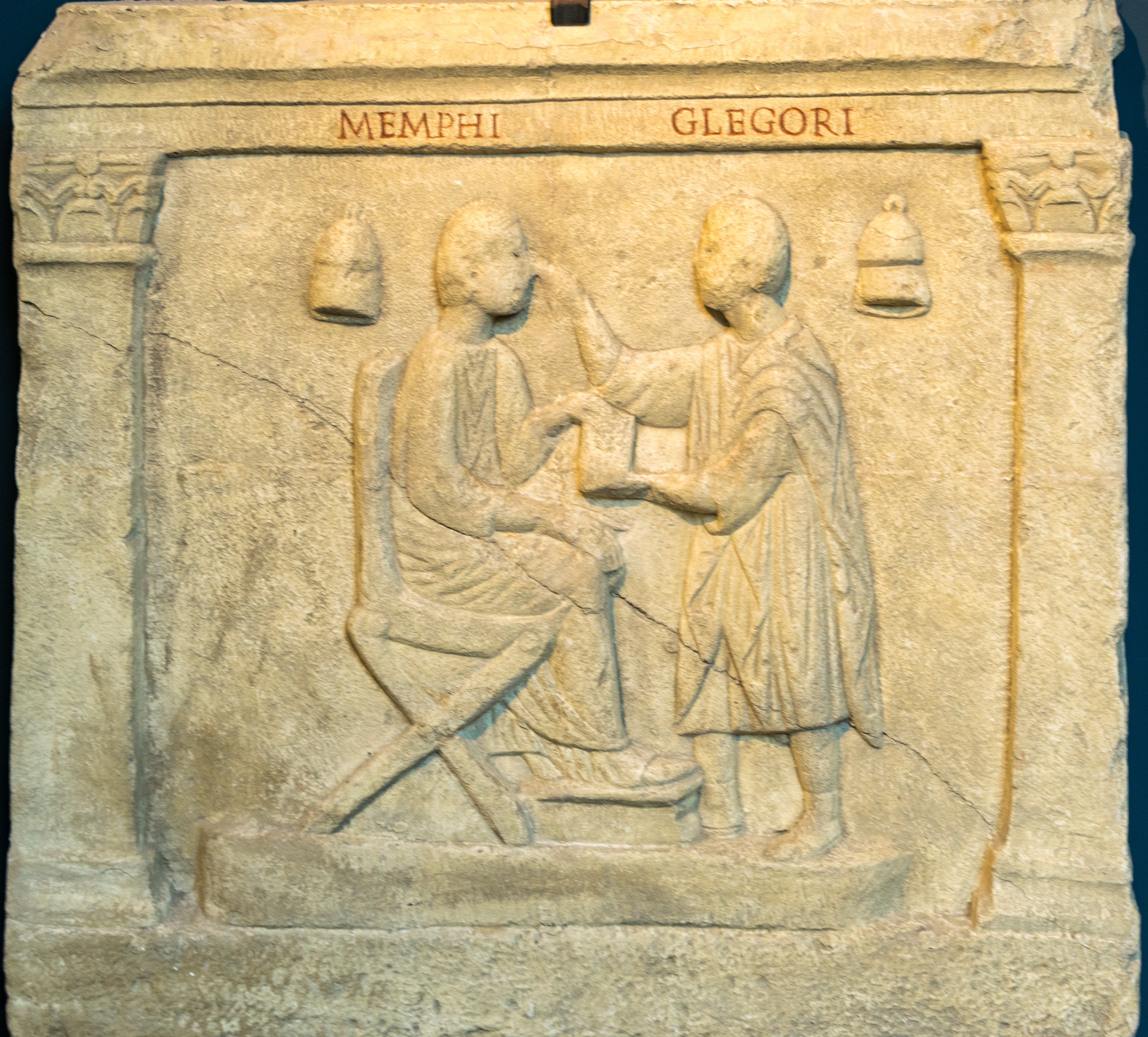
تصویر معاینه/درمان چشم

امپراتوری روم ترکیبی پیچیده و نیرومند از عناصر فرهنگی یونان و روم طی قرن‌ها تماس بود. نویسندگان بعدی لاتین، به ویژه کاتو و پلینیوس، معتقد به نوع خاصی از درمان رومی بر اساس گیاهان، مناجات، دعاها و سحر و طلسم‌هایی بودند که به راحتی در دسترس همه است.
پزشکی در یونان با برقراری ارتباطات نظامی و سیاسی بین دو منطقه به ایتالیا وارد شد. فقط قبل از معرفی خدای شفابخش اسقلبیوس در ۲۹۱ قبل از میلاد و ورود پزشک یونانی در ۲۱۹ قبل از میلاد بود که پزشکی خارجی در رم به‌طور عمومی پذیرفته شد، دلیل اصلی آن سازگاری کلی با کارهای رومی در آینده بود.

## طب رومی

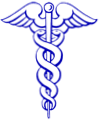
عصای چاوش عصایی بالدار است که دو مار به دور آن پیچیده شده‌است و اکنون نماد پزشکی است.

طب رومی بسیار تحت تأثیر سنت پزشکی یونان قرار داشت. پیوستن طب یونانی به جامعه روم باعث شد که رم در سال ۱۰۰ پیش از میلاد به یک پدیده تاریخی بزرگ تبدیل شود. پزشکان رومی نیز مانند پزشکان یونانی، به مشاهدات طبیعت گرایانه اعتماد می‌کردند تا آیین‌های معنوی مثل دعا و مناجات و طلسم، اما این به معنای فقدان اعتقاد معنوی نیست. قحطی‌ها و آفت‌های غم‌انگیز غالباً به مجازات الهی نسبت داده می‌شدند. اعتقاد بر این است که مماشات با خدایان از طریق مناسک باعث کاهش چنین رویدادهایی می‌شود. تصور می‌شد که میاسما دلیل اصلی بسیاری از بیماری هاست، چه ناشی از قحطی، جنگ یا طاعون. مفهوم سرایت فرموله شد، و در نتیجه اعمال قرنطینه و بهداشت بهتر شد.
جالینوس یکی از اولین پزشکان برجسته در رم بود. وی با تشریح حیوانات از جمله میمون‌ها در یونان به متخصص آناتومی انسان تبدیل شد. جالینوس به دلیل برجستگی و تخصص در روم باستان، پزشک شخصی امپراتور مارکوس اورلیوس گردید.
رومیان همچنین شهر اسکندریه را که مرکز مهمی برای یادگیری بود فتح کردند. کتابخانه بزرگ آن تعداد بی شماری از اطلاعات پزشکی یونان باستان را در اختیار داشت. رومی‌ها بسیاری از اعمال و روش‌هایی را که در کتابخانه بزرگ یافتند، در عمل پزشکی خود پذیرفتند و به کار بردند.
نمادها و خدایان یونانی نیز پزشکی روم را بسیار تحت تأثیر قرار دادند. عصای چاوش در اصل با هرمس، خدای تجارت یونان، در ارتباط بود. او عصایی داشت که دو مار به دور آن پیچ خورده بودند. این نماد بعداً با خدای رومی، مرکوری، پیوند خورد. عصای چاوش سپس در سده هفتم میلادی به دلیل ارتباط با آزوت، حلال جهانی کیمیاگری، با بهداشت و پزشکی همراه شد.